# Ichneumon inutilis
Ichneumon inutilis là một loài tò vò trong họ Ichneumonidae.